# Hexatoma walayarensis
Hexatoma walayarensis är en tvåvingeart som beskrevs av Alexander 1951. Hexatoma walayarensis ingår i släktet Hexatoma och familjen småharkrankar. Inga underarter finns listade i Catalogue of Life.